# Spøgelsespigen
|  | Denne artikel er oprettet af botten PalnaBot ud fra en ekstern database. Den kan derfor have sproglige fejl eller mangler. Denne skabelon kan fjernes efter kontrol af indholdet. |

Spøgelsespigen er en film instrueret af Dorte Kindberg.

## Handling
Spøgelsespigen er en gyserfilm baseret på virkelige optagelser, som tre drenge lavede fastelavnsnat 2005. De opsøgte et forladt hus, hvor en 4-årig pige ifølge rygtet spøger, efter at hun blev druknet af sin far i badekaret. Da drengene efter besøget i huset ser optagelserne igennem, træder omridset af en lille piges ansigt pludselig tydeligt frem fra skyggerne ... »Spøgelsespigen« er produceret til viral distribution primært på Internettet og mobiltelefoner.